# デーブ・ディロン
デーブ・ディロン（Dave Dillon 、1975年5月5日 - ）は、ニュージーランドのラグビー指導者。

## プロフィール
- ニュージーランド出身[1]。
- 現役時代のポジションはフランカー(FL)。

## 略歴
ワイカト大学出身。
現役時代、ベイ・オブ・プレンティ、ワイカトなどでプレーした。
現役引退後、ベイ・オブ・プレンティ、チーフスなどのコーチを経て、2016年、NECグリーンロケッツのアシスタントコーチに就任。
2018年、神戸製鋼コベルコスティーラーズのヘッドコーチに就任。同年、チームは日本選手権18大会ぶりの優勝を果たした。
2022年、コベルコ神戸スティーラーズのヘッドコーチを退任した。